# Smodicinodes
Smodicinodes är ett släkte av spindlar. Smodicinodes ingår i familjen krabbspindlar.
Kladogram enligt Catalogue of Life:
| Smodicinodes | \| \| Smodicinodes hupingensis \| \| \| \| \| \| Smodicinodes kovaci \| \| \| \| \| \| Smodicinodes schwendingeri \| \| \| \| |
|              | \| \| Smodicinodes hupingensis \| \| \| \| \| \| Smodicinodes kovaci \| \| \| \| \| \| Smodicinodes schwendingeri \| \| \| \| |
|              | Smodicinodes hupingensis |
|              | |
|              | Smodicinodes kovaci |
|              | |
|              | Smodicinodes schwendingeri |
|              | |